# Parnass
Se även Parnassos.
Parnass var ursprungligen ett bokförlag som bildades 1954. Idag driver Parnass en verksamhet med inriktning på julkort som säljs till förmån för Hjärt-Lungfonden samt en verksamhet som arbetar med presentreklam, som bland annat reklampennor och usb-minnen. 
Parnass är även De Litterära Sällskapen i Sveriges (DELS) tidskrift. Tidskriften startades 1993 och utkommer med fyra nummer per år.